# 917 Lyka
917 Lyka, asteroid glavnog pojasa. Otkrio ga je Grigorij Neujmin, 5. rujna 1915.

## Vanjske poveznice
- Minor Planet Center